# هنري سيمونز
هنري سيمونز (بالإنجليزية: Henry Simmons)‏ مواليد 1 يوليو 1970 في كونيتيكت، الولايات المتحدة، هو ممثل أمريكي بدأ مسيرته الفنية عام 1994.

## الأعمال
- 2014: ليس بعمل صالح

## وصلات خارجية
- هنري سيمونز على موقع IMDb (الإنجليزية)
- هنري سيمونز على موقع ألو سيني (الفرنسية)
- هنري سيمونز على موقع أول موفي (الإنجليزية)
- هنري سيمونز على موقع قاعدة بيانات الأفلام السويدية (السويدية)
- هنري سيمونز على موقع إن إن دي بي (الإنجليزية)
- هنري سيمونز على موقع قاعدة بيانات الفيلم (الإنجليزية)
- هنري سيمونز على موقع كينوبويسك (الروسية)